# Meerbadenkaart
Een meerbadenkaart is een toegangsbewijs voor een zwembad of sauna dat recht geeft op meerdere keren toegang en gebruik van het bad of sauna. Een meerbadenkaart is verhoudingsgewijs goedkoper dan losse toegangsbewijzen. Vaak heeft de kaart een beperkte geldigheidsduur van bijvoorbeeld een jaar. Sommige zwembaden gebruiken een stempelautomaat of tourniquet voor de toegangscontrole. In sommige gevallen is er een aparte toegang voor houders van de meerbadenkaarten of abonnement en het voorkomt lang wachten voor abonnementhouders.
Vaak geven de meerbadenkaarten recht op 10 baden maar enkele meer of minder komt ook voor. Ook komt het voor dat er uitsluitend meerbadenkaarten worden verkocht en geen losse toegangsbewijzen. In plaats van kartonnen kaarten worden steeds vaker chipkaarten gebruikt. Ook komt het voor dat het product op een polsbandje wordt gezet.